# Thomas Winklhofer
Thomas Winklhofer (Seekirchen am Wallersee, 30 dicembre 1970) è un ex calciatore austriaco, di ruolo difensore.

## Palmarès

### Giocatore

#### Competizioni nazionali
- Campionato austriaco: 4

Salisburgo: 1993-1994, 1994-1995, 1996-1997, 2006-2007
- Supercoppa d'Austria: 3

Salisburgo: 1994, 1995, 1997